# 渡辺在綱
渡辺 在綱（わたなべ ありつな）は、江戸時代末期の尾張藩の家老。青松葉事件にて処刑された。

## 出自
渡辺新左衛門家は、徳川十六神将の一人で「槍の半蔵」として著名な渡辺半蔵守綱の弟・渡辺新左衛門政綱に始まる。
初代・政綱は徳川家康の御旗奉行を務め、長篠の戦いで武田方の真田源太左衛門信綱を討ち取るなどの手柄を立てた。
政綱の嫡男・渡辺新左衛門秀綱は家康の命により尾張藩に配属され、その嫡男渡辺若狭守直綱は紀伊和歌山藩徳川家に召し出されて8000石を賜り同藩の家老となったため、秀綱の三男(直綱の実弟)渡辺新左衛門景綱が父・秀綱の家督を継いで尾張藩の御年寄加判を務めた。在綱に至るまで代々、尾張藩重臣の家柄であった。

## 生涯
文政3年（1820年）、尾張藩重臣・渡辺新左衛門維綱の長男として名古屋で誕生した。
弘化2年（1845年）に部屋住みにて尾張藩13代藩主・徳川慶臧に初御目見、300石を賜る。同日御用人となり、700石の足高を受ける。嘉永元年（1848年）、御側御用人となる。嘉永7年（1854年）に米艦黒船が浦賀に再来航した折には、尾張藩警衛隊の隊長として尾張藩邸の隣りの築地の浜御殿に大砲を並べ、尾張藩士を指揮した。
安政6年（1859年）8月27日、御年寄並加判を勤めていた父・維綱死去。在綱が家督2000石を相続。15代藩主・徳川茂徳の信頼を得て、文久元年（1861年）に御側御用人、翌年に御城代並となる。更に文久3年（1863年）に尾張藩御年寄列となり、通称を半十郎から新左衛門に改名する。在綱は自費で仕込み銃・西洋馬具などを購入し、更に私財をなげうって大砲を鋳造した。
元治元年（1864年）第一次長州征討の折には尾張藩士を指揮。御用人千賀与八郎信立、加判滝川又左衛門忠貫と共に、尾張藩としては珍しくオランダ製ゲベール銃やイギリス製ミニエー銃で武装した一隊を指揮して征長総督・徳川慶勝に従って広島まで軍を進めた。同年11月18日、安芸国浅野家家老・浅野右近邸で、徳川慶勝、成瀬隼人正正肥、滝川又左衛門忠貫に並んで国司信濃親相、益田右衛門介親施、福原越後元僴の首実検に列座した。また翌年の第二次長州征討では、在綱は尾張藩の殿軍の隊長として参加した。
同年、渡辺新左衛門家の本家・渡辺半蔵家当主であり尾張藩御年寄加判を務めていた渡辺飛騨守綱倫が禁門の変で長州兵との戦闘で敗れた責任を取って自害。渡辺半蔵家を相続した、まだ1歳にもならない遺児の渡辺半蔵綱聡を、在綱は実質的本家統一者及び後見者として指導した。
尾張藩内佐幕派の領袖と目されていた在綱は、慶応4年（1868年）1月20日、名古屋城二丸御殿向屋敷にて朝命により斬首された（青松葉事件）。討手の新野久太夫は新左衛門家伝家の宝刀・志津三郎兼氏作の刀で介錯した。法名は岳丈、名古屋守綱寺に葬られ、現在墓は名古屋平和公園守綱寺墓地に在る。尾張藩士渡辺新左衛門家は家名断絶となり、家族及び家来は他家預けになった。
在綱には「鉄砲新左」、「青松葉」などという異名があったという。

## 在綱没後
尾張藩士渡辺新左衛門家の名跡は、一時的に分家・尾張藩士渡辺九八郎家の渡辺九八郎安綱が継ぐこととなる。在綱の長男で惣領だった渡辺半十郎宏綱は尾張藩重臣織田萬弥信重家に預けられている間に肺結核で死去。明治3年（1870年）に新左衛門家が家名の復活が許されて五十俵の家禄が給与されたとき、在綱二男の渡辺亘が新左衛門家を相続した。渡辺新左衛門家はその後渡辺亘（法名岳源）の長男渡辺莫（法名岳誠）、莫の従兄弟で渡辺新左衛門在綱の四女志やうの三男の渡辺易（法名岳易）、そして易二男の渡辺次郎と続いている。

## 系譜
- 父：渡辺新左衛門維綱（渡辺新左衛門景綱の直系の子孫。尾張藩の家老（御年寄並加判）を務めた）
- 母：渡辺源太左衛門豊綱（尾張藩の御年寄加判を務めた）の娘・と志
- 弟：渡辺源吾（尾張藩士）
  - 甥：渡辺霞亭（本名・渡辺勝、明治時代の小説家として知られる）
- 室：成瀬半太夫正房（御附家老成瀬隼人正家の筆頭分家で同じく尾張藩重臣、3500石）の娘みつ
- 子
  - 長女：千代
  - 次女：ゆき（中西真之助の室）
  - 長男：渡辺宏綱（半十郎）
  - 次男：渡辺亘
  - 三女：ふで（初め尾張藩士・中川庄助の室、後本多氏の室）
  - 四女：志やう（長谷氏の室）
  - 三男：鋭三

## その他
島崎藤村の長編小説『夜明け前』、城山三郎著の長編小説『冬の派閥』にも登場する。